# Giovanna del Galles
Giovanna del Galles (in inglese Joan o Joanna, in gallese Siwan [ˈʃuːan]; Normandia, 1191 circa – Abergwyngregyn, 2 febbraio 1237) è stata una nobile normanna, principessa del Galles a seguito del suo matrimonio con Llywelyn il Grande, per il quale fu la principale ambasciatrice nei rapporti col regno d'Inghilterra.

## Biografia

### Origini
Giovanna nacque attorno al 1191, figlia illegittima di Giovanni d'Inghilterra e di una sua amante, riportata negli annali dell'abbazia di Tewkesbury come Regina Clementina, la cui identità rimane ancora incerta. Diverse donne dell'epoca sono state accostate a questa misteriosa figura e la candidata attualmente ritenuta più plausibile è Clemenza di Verdun, esponente di una delle casate più importanti della Normandia.
È probabile che Giovanna sia nata nei possedimenti francesi del re inglese e che vi abbia trascorso buona parte della sua infanzia, dato che compare per la prima volta nelle fonti storiche nel dicembre 1203, quando il padre la fece portare in Inghilterra dalla Normandia in preparazione delle nozze con Llywelyn II del Gwynedd, re del Gwynedd e signore de facto dell'intero Galles. Il fidanzamento divenne ufficiale entro l'ottobre del 1204 e il matrimonio si svolse nella cattedrale di Chester probabilmente nel marzo 1205, anche se alcuni annali della cattedrale stessa lo riportano all'anno precedente e quelli di Worcester addirittura all'anno successivo. In occasione del matrimonio, re Giovanni donò alla figlia la proprietà del castello di Ellesmere.

### Mediatrice tra Galles e Inghilterra
Entro pochi anni Giovanna seppe guadagnarsi la fiducia del marito tanto da divenire una figura profondamente influente nella corte gallese e la principale intermediaria nei rapporti tra Llywelyn e la Corona inglese. La prima occasione in cui agì come mediatrice fu, come riportato nel Brut y Tywysogion, nell'agosto 1211 quando, a seguito di una vittoriosa campagna di re Giovanni contro il Gwynedd, Llywelyn la inviò a discutere col suocero i termini della pace. In cambio della fine delle ostilità, Llywelyn dovette riconoscere il re inglese come suo sovrano e cedergli quattro canterfi del Galles nordorientale; inoltre dovette consegnargli come ostaggi alcuni esponenti della nobiltà gallese, tra cui il suo primogenito Gruffydd, nato dalla sua concubina Tangwystl prima del suo matrimonio con Giovanna.
Ristabilita la pace, i rapporti tra il principe gallese e il sovrano inglese si distesero nuovamente, come dimostra il fatto che Llywelyn e Giovanna trascorsero la pasqua del 1212 a Cambridge ospiti del re Giovanni. Nell'estate dello stesso anno, Giovanna ebbe ancora un ruolo importante nel convincere il padre ad abbandonare i piani di una nuova invasione del Galles, avvisandolo con una missiva di un complotto ai suoi danni da parte di alcuni baroni inglese, che contavano di approfittare delle operazioni belliche per ucciderlo o consegnarlo al nemico. Tra il 1214 e il 1215 Giovanna trattò con successo il rilascio di cinque degli ostaggi trattenuti dalla Corona.
Nel decennio successivo gli sforzi diplomatici della regina consorte di Gwynedd si concentrarono sull'assicurare la successione di suo figlio Dafydd al trono gallese. Nel maggio 1220 Giovanna e suo figlio furono posti sotto la protezione ufficiale del nuovo re d'Inghilterra Enrico III, fratellastro di Giovanna, in una cerimonia tenutasi a Shrewsbury. Nel 1222 papa Onorio III acconsentì alla richiesta fatta da Llywelyn e sua moglie di abolire la consuetudine gallese che riconosceva i figli illegittimi come eredi al pari della prole legittima, precludendo così al già citato Gruffydd la possibilità di ereditare il titolo paterno. Sempre lo stesso pontefice nell'aprile 1226, su richiesta di Giovanna e di re Enrico III, emanò una bolla con la quale riconosceva la regina di Gwynedd come figlia legittima di re Giovanni (giacché al momento della sua nascita nessuno dei suoi genitori era sposato con altre persone), pur precludendole in cambio ogni pretesa di successione al trono inglese. Questo rafforzò ulteriormente il suo status di sovrana e le pretese regali di Dafydd, che poteva ora vantare una legittima discendenza dalla dinastia plantageneta. Nel 1228, Giovanna accompagnò suo figlio, in quanto erede prescelto al principato gallese, a rendere omaggio e fare atto di sottomissione al re inglese. Sempre in quegli stessi anni inoltre, a seguito di tre ulteriori tentativi falliti di invasione del Galles nel 1223, nel 1228 e nel 1231 da parte del re inglese, Giovanna intervenne nuovamente come mediatrice, ricevendo in cambio da suo fratello alcuni castelli nell'Inghilterra occidentale.

### Adulterio

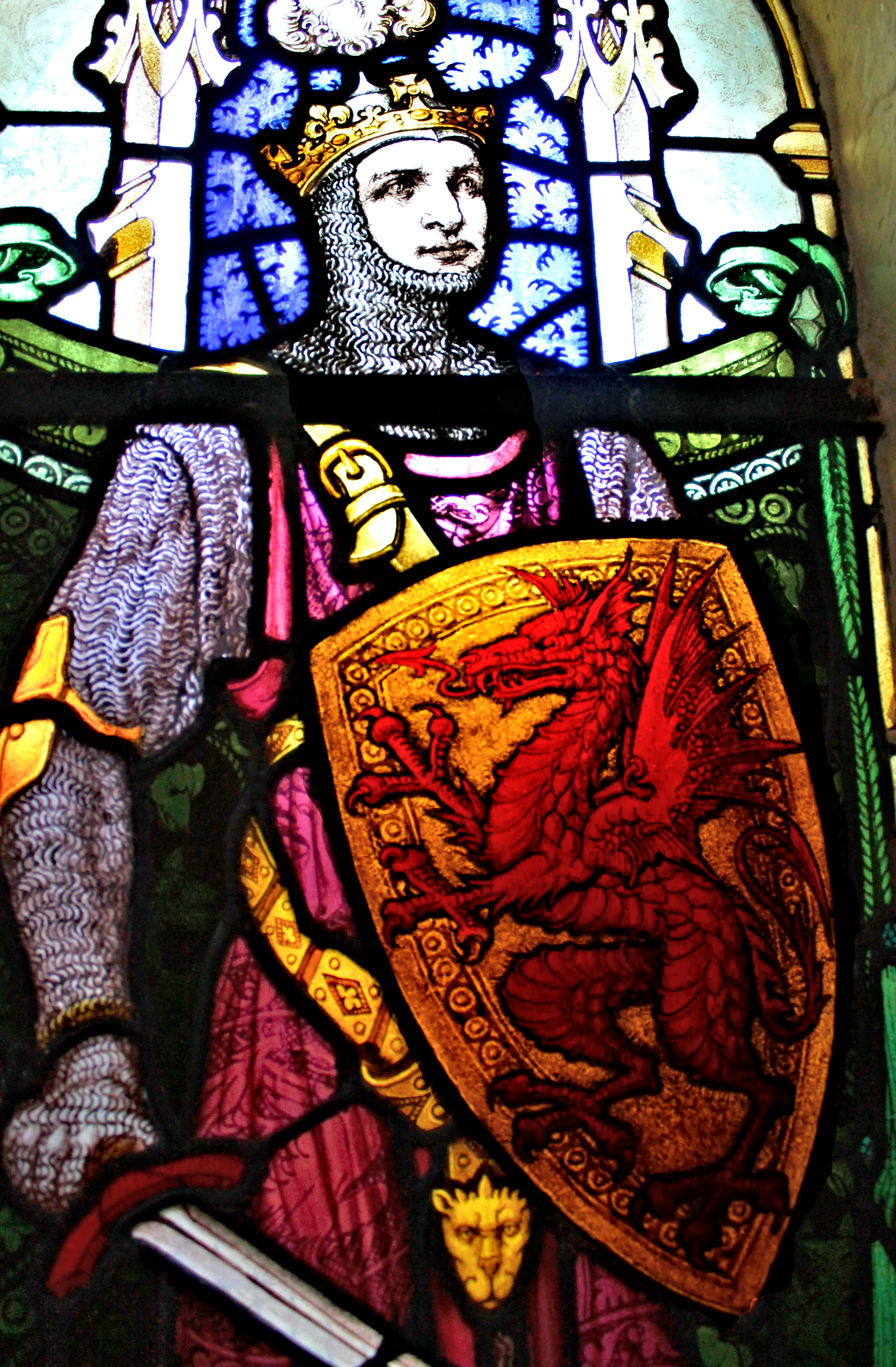
Llywelyn il Grande, principe del Galles, ritratto in una vetrata della chiesa di Santa Maria di Trefriw

Il rapporto di fiducia tra Llywelyn e Giovanna, fino ad allora mantenutosi solidissimo, si incrinò improvvisamente nel 1230. Nella primavera di quell'anno giunse ad Abergwyngregyn Guglielmo de Braose, signore di Brecknock, per organizzare il matrimonio fra sua figlia Isabella e l'erede di Galles Dafydd; tuttavia la notte del 7 aprile, giorno di Pasqua, venne sorpreso nel letto della principessa Giovanna in flagrante adulterio con essa. I due si conoscevano da diverso tempo per via dei vari accordi matrimoniali stretti tra le due famiglie negli anni precedenti (Gwladus Ddu, figlia di Giovanna, aveva sposato Reginaldo de Braose, padre di Guglielmo, nel 1215; Margaret, altra figlia di Giovanna, aveva sposato Giovanni de Braose, cugino di Guglielmo, nel 1219). La relazione clandestina tra i due era probabilmente cominciata un paio di anni prima quando Guglielmo de Braose, sconfitto in battaglia da Llywelyn nel settembre 1228, rimase ostaggio per diversi mesi presso la corte del Gwynedd finché la sua famiglia non ne pagò il riscatto.
Una volta scoperta la liaison e dopo un rapido processo, Guglielmo venne impiccato il 2 maggio successivo; secondo la tradizione locale l'esecuzione avvenne nella stessa Abergwyngregyn, ma stando a una lettera dell'abate Nicholas dell'abbazia di Vaudey, essa si svolse probabilmente nella località di Crogen, vicino a Bala. Giovanna venne invece posta agli arresti domiciliari, ma entro l'anno successivo avrebbe nuovamente recuperato il favore del marito.

### Ultimi anni
Nel 1231 Giovanna fu pienamente riabilitata e fu proprio in questo periodo che assunse ufficialmente il titolo di Tywysoges Cymru, traducibile sia come Principessa del Galles sia, più propriamente, come Signora del Galles. Questo rapido perdono e reinserimento della moglie da parte di Llywelyn nelle dinamiche di corte fu quasi sicuramente dovuto al rapido peggioramento delle relazioni anglo-gallesi. Il gran giustiziere inglese Hubert de Burgh premeva sui confini gallesi e minacciava di invadere il paese. Giovanna quella stessa estate si incontrò a Worcester con Enrico III ma non riuscì a scongiurare l'inizio delle ostilità; tuttavia nell'anno seguente continuò la sua attività diplomatica con il fratellastro e il 27 maggio 1232 riuscì a negoziare una pace.
Negli anni successivi continuò a mantenere una continua corrispondenza personale e diplomatica con re Enrico e l'ultimo documento che la menziona, datato all'8 novembre 1235, è proprio una lettera di quest'ultimo nella quale il sovrano acconsentiva alla richiesta di Giovanna di graziare un certo Robert figlio di Reginald per l'omicidio di Guglielmo di Credenhill.

### Morte e sepoltura

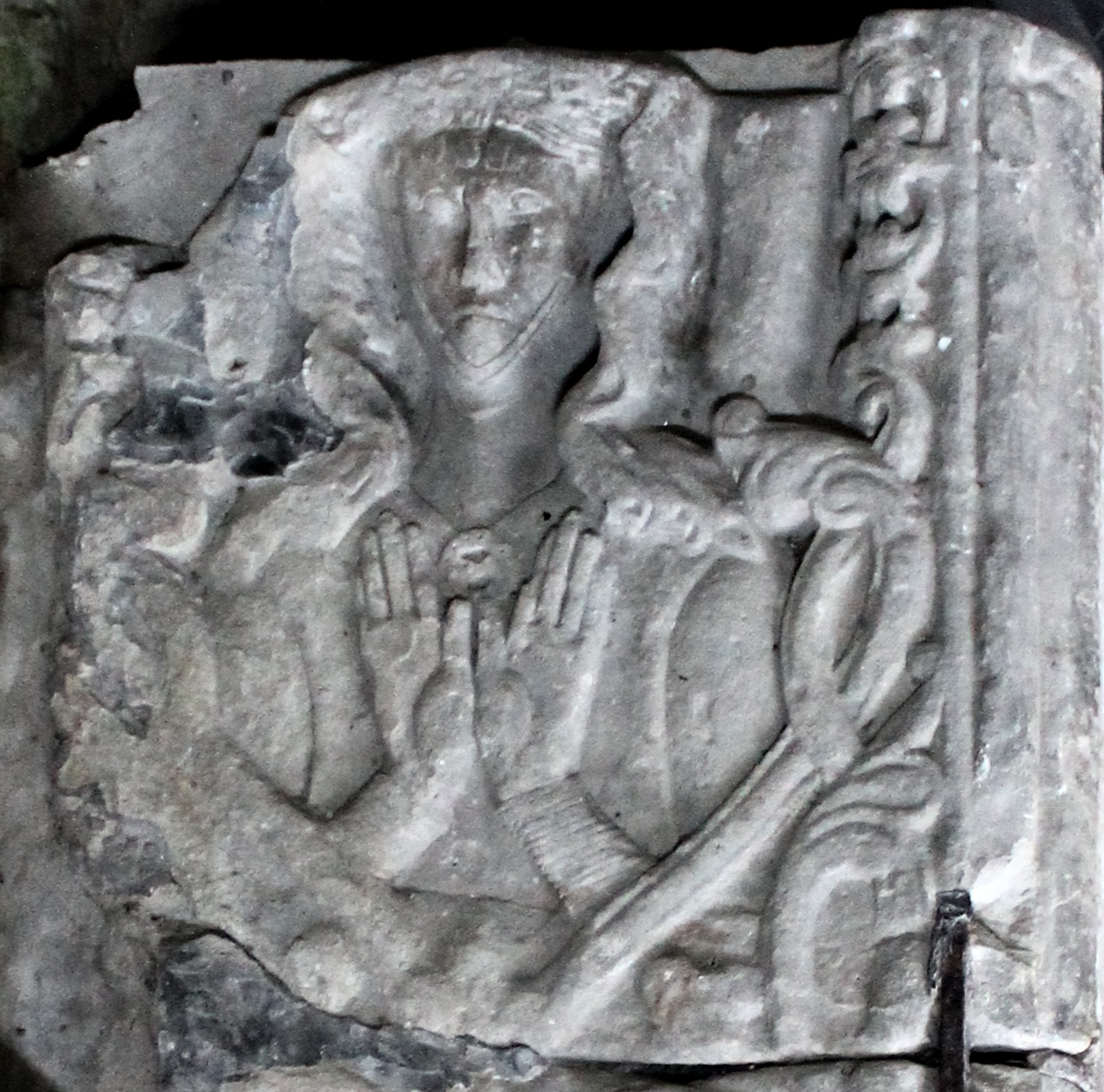
Dettaglio del sarcofago attribuito a Giovanna del Galles a Beaumaris

Giovanna morì ad Abergwyngregyn il 2 febbraio 1237 e si dice che il dolore di Llywelyn fosse sincero, tanto che fondò un convento francescano presso Llanfaes in suo onore. Il monastero venne consacrato nel 1240 e rimase in uso fino alla dissoluzione dei monasteri voluta da Enrico VIII d'Inghilterra.
Un sarcofago in pietra, a lungo identificato con quello di Giovanna, è conservato presso la chiesa parrocchiale di Beaumaris nell'Anglesey. Negli ultimi anni tuttavia, l'identificazione della donna rappresentata sul coperchio della tomba, che si ritiene non appartenga al sarcofago su cui è poggiato, è stata messa in dubbio da alcuni esperti, che hanno evidenziato come lo stile dell'incisione e gli abiti rappresentati si debbano far risalire a un periodo molto più tardo rispetto a quello della morte della principessa Giovanna. La presenza del diadema suggerisce comunque l'appartenenza della sepoltura a un membro della famiglia reale gallese, da individuarsi quasi sicuramente in Eleonora di Montfort.

## Discendenza
L'unico figlio di Llywelyn (che ebbe diversi figli illegittimi) che le fonti attribuiscono senza dubbio a Giovanna fu:
- Dafydd ap Llywelyn, successivo principe del Galles, che sposò Isabella de Boarse.

La maggior parte degli storici sono tuttavia concordi nell'attribuire con relativa sicurezza a Giovanna la maternità anche di:
- Gwladus ferch Llywelyn (1206 - 1251), che sposò prima Reginald de Braose e poi Ralph de Mortimer;
- Elen ferch Llywelyn (1218 circa - 1253), che sposò prima Giovanni di Scozia, conte di Chester e poi Robert II de Quincy;
- Siwsan/Susan ferch Llywelyn, che fu mandata in Normandia come ostaggio nel 1238 e poi probabilmente sposò Malcolm II, conte del Fife;[9]
- Angharad ferch Llywelyn (floruit 1260), che sposò Maelgwn Fychan del Deheubarth;
- Marared/Margaret ferch Llywelyn, che sposò prima Giovanni de Braose e poi Gualtiero III de Clifford.

## Nelle arti
- Giovanna e la sua relazione extraconiugale con Guglielmo de Braose sono l'argomento centrale dell'opera teatrale in lingua gallese Siwan, scritta da Saunders Lewis.
- Giovanna compare come personaggio secondario nel romanzo storico The Green Branch di Ellis Peters, ambientato nelle marche gallesi ai tempi del regno di Llywelyn.[10]
- Giovanna è la protagonista del romanzo storico Here be Dragons di Sharon Kay Penman.[11]